# Еремеевская волость (Звенигородский уезд)
Еремеевская волость — волость в составе Звенигородского и Воскресенского уездов Московской губернии. Существовала до 1929 года. Центром волости было село Еремеево, а в 1918—1921 годах — село Хованское.
3 июля 1918 года селения Алабушево, Александровка, Андреевское-Гвоздево, Андреевское-Наронки, Брёхово, Жилино, Крюково, Ладушкино, Михайловка и Рузино Еремеевской волости были переданы в Сходненскую волость Московского уезда.
По данным 1918 года в Еремеевской волости было 50 сельсоветов: Адуевцевский, Акишинский, Алексинский, Андреевский, Бакеевский, Высоковский, Горковский, Дарновский, Дедовский, Духанинский, Еремеевский, Ермолинский, Ивановский, Кашинский, Козинский, Кочабровский, Куртасовский, Кутузовский, Лисавинский, Лужковский, Лыткинский, Макрушинский, Максимовский, Манихинский, Марьинский, Надовражинский, Небогатковский, Нефедьевский, Никольский, Ново-Сергиевский, Огниковский, Павловский, Петровский, Подпоринский, Полевский, Раковский, Рычковский, Савкинский, Санниковский, Сафонтьевский, Селивановский, Скориковский, Сокольниковский, Степаньковский, Сысоевский, Трусовский, Трухоловский, Туровский, Хованский, Холмовский.
В 1920 году Адуевцевский, Акишинский, Андреевский, Бакеевский, Высоковский, Дарновский, Дедовский, Духанинский, Ермолинский, Кочабровский, Кутузовский, Лужковский, Манихинский, Марьинский, Небогатковский, Нефедьевский, Никольский, Ново-Сергиевский, Огниковский, Петровский, Полевский, Раковский, Рычковский, Савкинский, Сафонтьевский, Скориковский, Сокольниковский, Степаньковский, Трусовский, Трухоловский, Туровский, Хованский, Холмовский с/с были упразднены.
14 января 1921 года Еремеевская волость была передана в новообразованный Воскресенский уезд.
По данным 1921 года в Еремеевской волости было 17 сельсоветов: Алексинский, Горковский, Еремеевский, Ивановский, Кашинский, Козинский, Куртасовский, Лисавинский, Лыткинский, Максимовский, Макрушинский, Надовражинский, Павловский, Подпоринский, Санниковский, Селивановский, Сысоевский. Ближе к концу года из части Павловского с/с был образован Манихинский с/с.
В 1923 году из части Козинского с/с был выделен Нефедьевский с/с, а из Макрушинского — Высоковский.
В 1924 году Алексинский и Высоковский с/с были присоединены к Ивановскому, Надовражинский — к Селивановскому, Павловский — к Манихинскому, Подпоринский — к Еремеевскому, Санниковский — к Макрушинскому. Козинский с/с был переименован в Нефедьевский.
В 1925 году Куртасовский с/с был переименован в Степаньковский. Их части Макрушинского с/с был образован Санниковский с/с.
В 1926 году Степаньковский с/с был переименован в Куртасовский. К Павловскому с/с были присоединены Манихинский и Санниковский.
В 1927 году были образованы Адуевцевский, Алексинский, Бакеевский, Высоковский, Козинский, Кочабровский, Лужковский, Манихинский, Надовражинский, Никольский, Ново-Сергиевский, Подпоринский, Санниковский, Скориковский с/с.
В ходе реформы административно-территориального деления СССР в 1929 году Еремеевская волость была упразднена.